# ジェームズ・ドレイファス
ジェームズ・ドレイファス（James Dreyfus, 1968年10月9日 - ）は、フランス出身のイギリスの俳優。

## 来歴
父はユダヤ人、母はエジプト人で、彼が子供の頃に両親が離婚し、母親と共にあちこちを移りながら育つ。その後ハーロー校で学んだ。
ローワン・アトキンソン主演のコメディ『シン・ブルー・ライン』や、コメディ・シリーズ『Gimme, Gimme, Gimme』などで知られる。舞台にもよく立っており、2004年にはミュージカル『プロデューサーズ』のロンドン公演に出演した。2007年には『キャバレー』のリバイバルにも出演した。
また、2004年にはゴードン・ラムゼイが有名人達をシェフとして厳しく訓練し、視聴者の人気投票によってナンバーワンを決めるテレビ番組『Hell's Kitchen』に出演、ラムジーのしごきに耐えて最後の二人まで残った。

## 主な出演作品
- シン・アイス〜情熱のピンクの氷 Thin Ice （1995年）
- リチャード三世 Richard III （1995年）
- ノッティングヒルの恋人 Notting Hill （1999年）
- エージェント・コーディ　ミッション in LONDON Agent Cody Banks 2: Destination London （2004年）
- アイ・アム・キューブリック! Colour Me Kubrick: A True...ish Story （2005年）
- スーパーノヴァ Supernova (2020年)